# Гиунашвили, Джамшид Шалвович
Джамшид Шалвович Гиунашвили (груз. ჯემშიდ შალვას ძე გიუნაშვილი; 1 мая 1931, Тегеран — 21 января 2017, Тбилиси) ― грузинский востоковед, иранист, писатель, дипломат, был первым послом Грузии в Иране в течение десяти лет. Внёс значительный вклад в укрепление отношений между Ираном и Грузией, особенно в плане культурных и научных визитов. Автор более 200 научных работ на грузинском, персидском, английском и русском языках. Лауреат Международной премии 2010 года за лучшую книгу года в Иране.

## Биография
Родился 1 мая 1931 года в Тегеране, Иран.
Его отец, инженер Шалва Гиунашвили (1908–1981), был девятым ребёнком православного священника, а его старший брат (дядя Джамшида Гиунашвили) был известным врачом, в СССР был обвинён «врагом народа» и был казнён в 1924 году. После этого Шалва Гиунашвили был вынужден эмигрировать из Грузинской ССР.
В 1929 году вместе со всей семьёй он переехал в Иран, а два года спустя, в 1931 году, в Тегеране родился Джамшид Гиунашвили. В Иране отец Джамшида работал инженером и участвовал в строительстве иранских железных дорог. Сам Джамшид учился в средней школе Альборз. Семья Гиунашвили оставалась в Иране до 1947 года.
Семья Гиунашвили вернулась в Грузию в 1947 году, но четыре года спустя, в 1951 году, их депортировали в Казахстан.
В 1956 году Джамшид Гиунашвили поступил на отделение иранистики в Ташкентском государственном университете, а в начале 1958 года перевёлся на аналогичное отделение в Тбилисском государственном университете. 
После обретения Грузией независимости, Джамшид Гиунашвили стал первым послом этой страны в Исламской Республике Иран и проработал на этом посту десять лет.
Гиунашвили скончался 21 января 2017 года в Тбилиси в возрасте 85 лет.

## Научная деятельность
Написал более двухсот научно-исследовательских работ в области иранистики на грузинском, персидском, английском и русском языках. Одним из его академических достижений стал вклад в публикацию грузинского национального эпоса «Витязь в тигровой шкуре» Шота Руставели на персидском языке (персидское название پلنگینه پوش ) в 1998 году.
В 2010 году высший руководитель Ирана Али Хаменеи наградил его самой важной литературной премией Ирана.
Профессор Тамаз Гамкрелидзе, бывший президент Национальной академии наук Грузии, сказал о Гиунашвили:

«Доктор Джамшид Гиунашвили не только учёный-иранист, но и профессиональный дипломат. Он долгое время был послом Грузии в Иране и сыграл важную роль в поддержании и углублении отношений между Ираном и Грузией»— 
.